# Matran
Matran (frp. Matran) – szwajcarska gmina (fr. commune; niem. Gemeinde) w kantonie Fryburg, w okręgu Sarine. 

## Demografia
W Matran mieszkają 3 143 osoby. W 2020 roku 36,3% populacji gminy stanowiły osoby urodzone poza Szwajcarią.

## Transport
Przez teren gminy przebiegają autostrada A12 oraz droga główna nr 155.